# Bulletin Board (álbum)
Bulletin Board es el octavo y último álbum de estudio de la banda estadounidense The Partridge Family. Fue publicado en octubre de 1973 a través de Bell Records.

## Grabación y producción

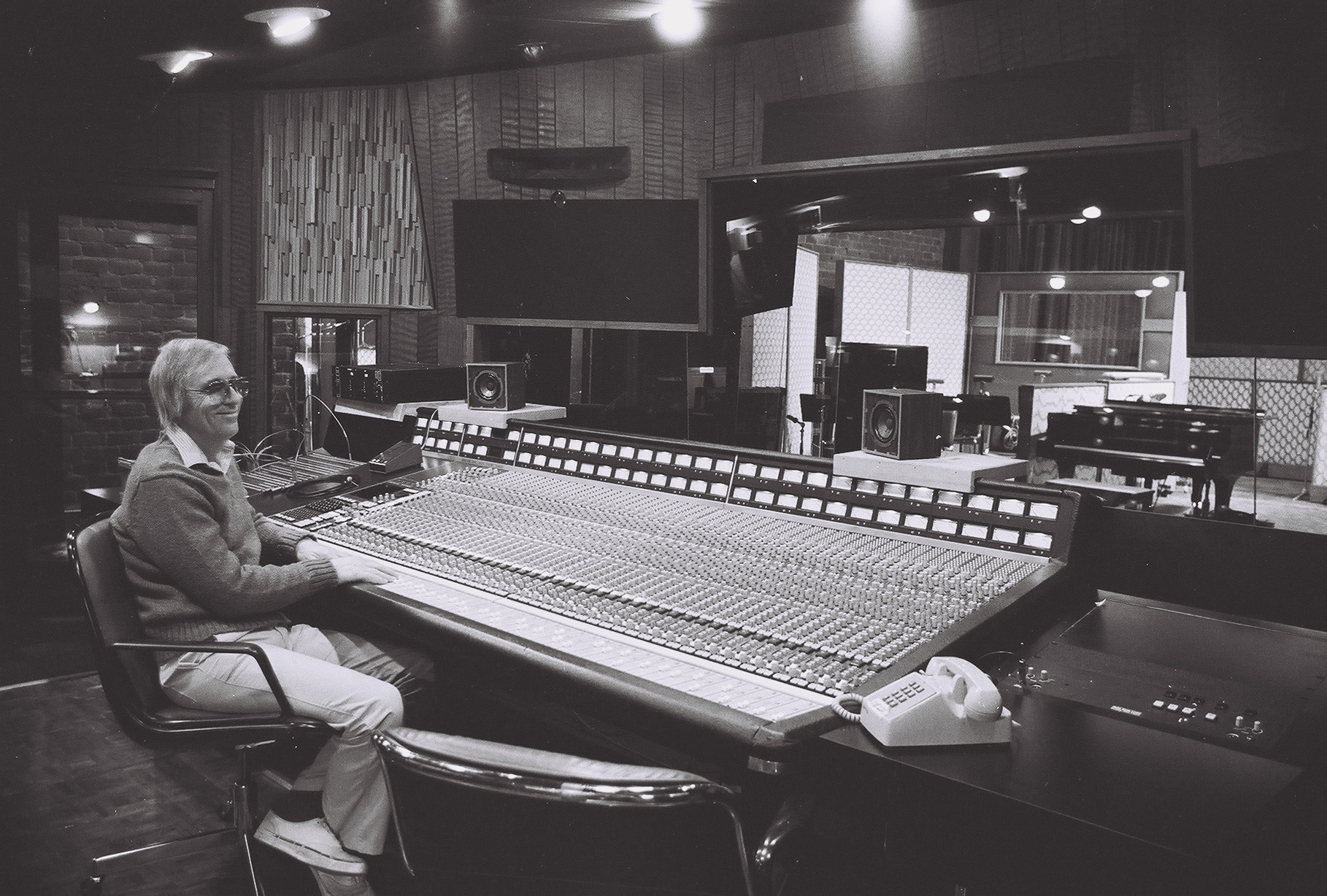
La grabación de Bulletin Board marcó la primera y última vez que The Partridge Family utilizó los estudios Record Plant, en Los Ángeles, California.

A diferencia de los siete álbumes anteriores de la banda, Bulletin Board se grabó en The Record Plant, en Los Ángeles, California. Bob Kovach se desempeñó como ingeniero de audio y fue asistido por Austin Godsey. Wes Farrell se encargó de la producción del álbum. Las sesiones de grabación del álbum tuvieron lugar los días 25 y 26 de julio (5 canciones), y 4 y 5 de septiembre de 1973 (6 canciones).

## Recepción de la crítica
Un escritor no especificado de la revista Cash Box declaró: “Los televisores llevan mucho tiempo sintonizados con esta encantadora familia musical y los tocadiscos de todo el mundo han reproducido su alegre música durante años, y este nuevo LP promete mantener esas máquinas funcionando durante mucho tiempo. «Money Money» es una [canción de] rock fuerte y dinámica y «Roller Coaster» es sorprendentemente funky y se mueve de manera constante con la voz principal de David Cassidy magníficamente acentuada por las armonías multipistas de Shirley Jones”. Un escritor no especificado de la revista Billboard escribió: “El sonido de Partridge se mueve como una bola de energía constante. «I Wouldn't Put Nothing over on You», con un arreglo pegadizo y armonías dulces y tensas, contrasta con el sonido de preguntas y respuestas de «Where Do We Go from Here». La voz suave pero contundente de David Cassidy es dominante y la poderosa producción de Wes Farrell coincide con el alcance del nuevo material”.

## Lista de canciones
| Lado uno |                                      |                                      |                         |          |  |
| N.º      | Título                               | Escritor(es)                         | Fecha de grabación      | Duración |  |
| 1.       | «Money Money»                        | Wes Farrell Danny Janssen Bobby Hart | 25 de julio de 1973     | 2:31     |  |
| 2.       | «Roller Coaster»                     | Mark James                           | 4 de septiembre de 1973 | 2:22     |  |
| 3.       | «Lookin' for a Good Time»            | Farrell Janssen Hart                 | 4 de septiembre de 1973 | 2:12     |  |
| 4.       | «Oh No Not My Baby»                  | Gerry Goffin Carole King             | 25 de julio de 1973     | 2:38     |  |
| 5.       | «I Wouldn't Put Nothin' over on You» | Farrell Janssen Hart                 | 26 de julio de 1973     | 2:51     |  |
| 6.       | «Where Do We Go from Here?»          | James                                | 5 de septiembre de 1973 | 2:36     |  |

| Lado dos |                                 |                       |                         |          |  |
| N.º      | Título                          | Escritor(es)          | Fecha de grabación      | Duración |  |
| 1.       | «How Long Is Too Long»          | Tom Bahler Tony Asher | 4 de septiembre de 1973 | 3:41     |  |
| 2.       | «I'll Never Get over You»       | Tony Romeo            | 25 de julio de 1973     | 2:59     |  |
| 3.       | «Alone Too Long»                | James Cynthia Weil    | 25 de julio de 1973     | 3:10     |  |
| 4.       | «I Heard You Singing Your Song» | Barry Mann            | 4 de septiembre de 1973 | 2:38     |  |
| 5.       | «That's the Way It Is with You» | Harriet Schock        | 5 de septiembre de 1973 | 3:04     |  |

- Los lados uno y dos fueron combinados como pista 1–11 en la reedición de CD.

| Bonus tracks (2008 Collectors' Choice Music reissue) |                                                   |               |          |  |
| N.º                                                  | Título                                            | Artista       | Duración |  |
| 12.                                                  | «Ain't Love Easy» (Non-album single)              | Shirley Jones | 3:13     |  |
| 13.                                                  | «Roses in the Snow» (B-side of «Ain't Love Easy») | Shirley Jones | 2:57     |  |

## Créditos y personal
Créditos adaptados desde las notas de álbum de Bulletin Board.
The Partridge Family
- Shirley Jones – voces
- David Cassidy – voces

Músicos
- Lenny Malaisky – cuerdas
- Chuck Findley, Tom Bahler – corno francés
- Lou McCreary, George Bohanon – trombón
- Bill Perkins, Jackie Kelso, Bob Hardaway – saxofón
- Richard Bennett, Ben Benay, Larry Carlton – guitarra
- Gary Coleman, Joe Porcaro – percusión
- Hal Blaine – batería
- Max Bennett, Jim Hughart – bajo eléctrico
- Michael Omartian, Larry Muhoberac – teclados

Personal técnico
- Wes Farrell – productor
- Bob Kovach – ingeniero de audio
- Austin Godsey – ingeniero asistente

## Posicionamiento
| Gráfica (1973)                           | Pico de posición |
| ---------------------------------------- | ---------------- |
| Estados Unidos (Cash Box Top 100 Albums) | 124              |